# Šampon
Šamponi su proizvodi kemijske industrije, a rabe se svakodnevno za njegu kose i tijela.
Izrađuje se obično u tekućem ili kremastom obliku, a redovito sadržava i različite mirise. Osim čišćenja i odmašćivanja vlasi kose (pri čemu do izražaja dolaze tenzidi), šampon poboljšava mnoge značajke kose kao i njezin sjaj, a olakšava i njezino češljanje. Mnogi šamponi imaju pozitivne i osvježavajuće čimbenike na kosu, primjerice poboljšavaju njezinu ph neutralnost i smanjuju nastanak peruti. Šampon se pretežito ubraja u kozmetiku i sredstva za njegu tijela.